# Washoe (Schimpansin)
Washoe (* um September 1965 in Westafrika; † 30. Oktober 2007 in Ellensburg) war eine Schimpansin, die Ende der 1960er-Jahre als erstes Tier Gebärden der Amerikanischen Gebärdensprache (American Sign Language, ASL) erlernte und aktiv benutzte. Die Forscher, die mit ihr gearbeitet haben, bezeichneten sie als erstes nicht-menschliches Wesen, das eine menschliche Sprache erlernt hat. Washoe wurde – vermutlich im September – 1965 in Westafrika geboren. Gefeiert wurde ihr Geburtstag am 21. Juni, da im Jahr 1966 an diesem Tag das Washoe-Projekt begann. Ihr inoffizieller „Familienname“ lautet Washoe Pan satyrus. Seit 1980 und bis zu ihrem Tod am 30. Oktober 2007 lebte sie in einem großen Freilandareal der Central Washington University. Washoe wurde 42 Jahre alt.
Washoes Trainer war Roger Fouts, der durch diese Studie in der Arbeitsgruppe von Robert Allen Gardner und dessen Frau Beatrix Tugendhut Gardner den Doktorgrad erwarb. Washoe lernte mehrere hundert ASL-Gebärden sowie diverse Gebärdenkombinationen, die meist aus zwei oder drei Gesten bestanden. Bereits nach kurzer Zeit kombinierte sie auch spontan Gebärden in einer für die Kommunikation mit ihrem Trainer sinnvollen Weise, ohne dass ihr diese Kombinationen eigens beigebracht worden waren. Washoe brachte sogar ihrem „Adoptivsohn“ Loulis, der 1978 zu ihr kam, einige ASL-Gebärden bei und unterhielt sich mit ihm und mit anderen Schimpansen auch mit Hilfe der ASL-Gebärden.
Mehr als zwei Jahrzehnte später trugen diese Studien und die Tatsache, dass Mensch und Schimpanse überaus eng verwandt sind, dazu bei, die Diskussion über „Menschenrechte für die großen Menschenaffen“ (Great Ape Project) in Gang zu setzen. 
Der Schriftsteller T. C. Boyle greift in seinem 2021 erschienenen Roman Sprich mit mir (englischsprachige Originalfassung Talk to me) die Thematik des Spracherwerbs von Schimpansen auf. 

## Belege
1. ↑  Nachruf: Washoe ist tot. Auf: spektrum.de vom 5. November 2007.
2. ↑  Affen: Gespräche unter Verwandten. Auf: spiegel.de vom 17. Dezember 2007.